# Thor Motor Car

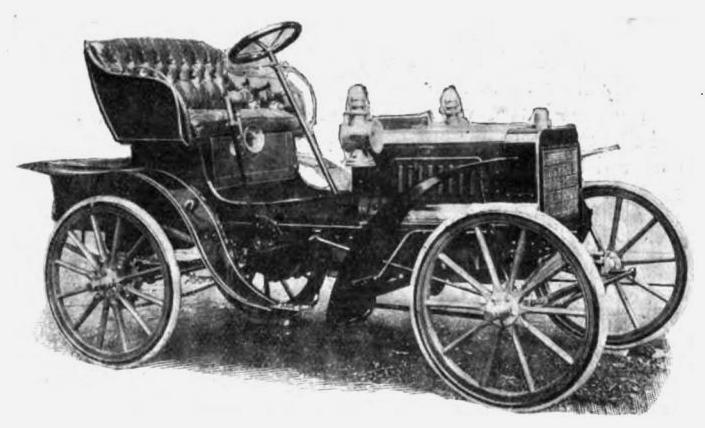
Thor 6-8 HP (1904)

Thor Motor Car Co. war ein britischer Hersteller von Automobilen.

## Unternehmensgeschichte
Das Unternehmen aus London begann 1904 mit der Produktion von Automobilen. Der Markenname lautete Thor. 1906 endete die Produktion.

## Fahrzeuge
Das erste Modell 6/8 HP hatte einen Einzylindermotor von Simms Manufacturing, ein Dreiganggetriebe und Kardanantrieb. Eine andere, zeitgenössische Quelle schreibt dem 6/8 HP allerdings einen stehenden Zweizylindermotor mit Kettenantrieb der Hinterachse zu. Der Stahlrahmen war demnach aus U-Profilen konstruiert. Der Motor hatte Hochspannungszündspulen, Saugeinlassventile und einen Rover-Vergaser. Die Antriebskraft wurde über eine Leder-bezogene Konuskupplung und ein Getriebe mit drei Vorwärtsgängen plus Rückwärtsgang über seitliche Ketten an die Hinterräder übertragen. Ein Bremspedal wirkte auf die Getriebewelle, Bremshebel auf die Hinterräder. Die Geschwindigkeit war mit 25 mph (ca. 40 km/h) angegeben. Die Vollgummireifen anstelle von Luftreifen waren bereits damals veraltet. Die Karosserie bot Platz für zwei Personen.
1905 folgte das Modell 12/14 HP mit einem Zweizylindermotor, weiterhin Vollgummireifen sowie Kettenantrieb zur Hinterachse. Kettenantrieb war damals für ein Fahrzeug dieser Größenordnung ebenfalls veraltet.
Außerdem entstanden Lieferwagen.